# I. e. 482
Évszázadok: i. e. 6. század – i. e. 5. század – i. e. 4. század
Évtizedek: i. e. 530-as évek – i. e. 520-as évek – i. e. 510-es évek – i. e. 500-as évek – i. e. 490-es évek – i. e. 480-as évek – i. e. 470-es évek – i. e. 460-as évek – i. e. 450-es évek – i. e. 440-es évek – i. e. 430-as évek
Évek: i. e. 487 – i. e. 486 – i. e. 485 – i. e. 484 –  i. e. 483 – i. e. 482 – i. e. 481 – i. e. 480 – i. e. 479 – i. e. 478 – i. e. 477

## Események
- Római consulok: Q. Fabius Vibulanus és C. Iulius Iullus